# 羅敦偉

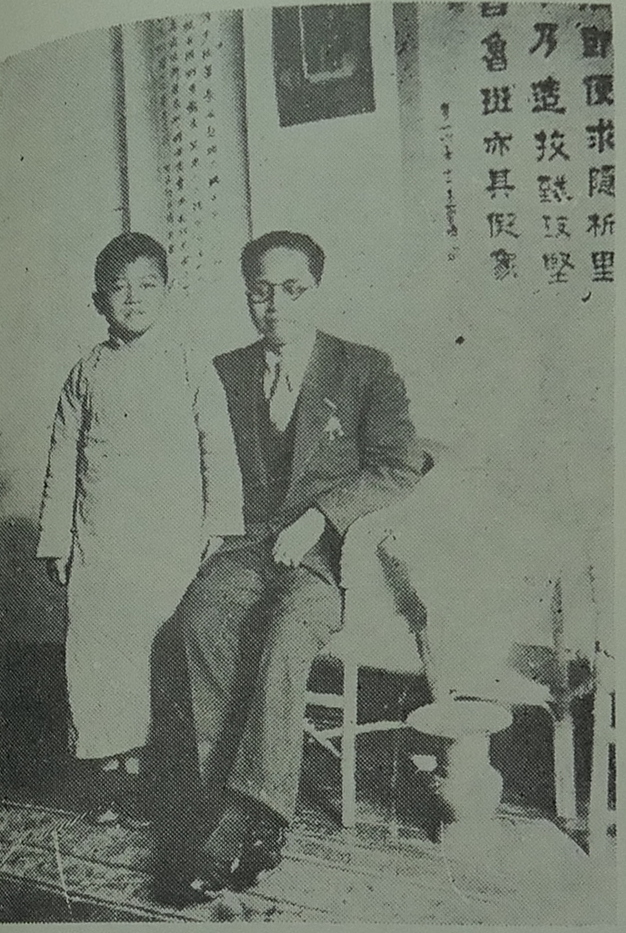
羅敦偉與長子羅裕合影。

羅敦偉（1898年2月19日—1964年11月17日），字紹卿，湖南長沙人，中國經濟學家與報業人士。羅敦偉畢業於北京大學，曾於北平大學、中國大學、朝陽大學等多所大學擔任教授，並擔任過中華民國實業部統計長、中央考核設計委員會委員、光復大陸設計委員會委員等職。此外他也是上海和平日報社長。
著有《中國家庭問題》、《中國之婚姻問題》、《現代國家學》、《國家論》、《中國統制經濟論》、《社會主義政治學》、《社會主義史》、《五十年回憶錄》等書。

## 生平
羅敦偉生於清光緒廿四年正月廿九日（1898年2月19日）。
民國53年（1964年）11月17日中午12時5分，因為肝水腫病逝於臺大醫院。之後在該年11月21日舉行公祭，時任總統蔣中正頒贈匾額「志績揚芬」。

## 家庭
羅敦偉與妻子何覺余育有子女8人：
長子羅裕是工程師，在橫貫公路工程鍾因公殉職。長女羅素畢業國立臺灣大學經濟系，曾任臺銀專員，適公賣局加工廠副廠長熊知宙。次子羅志強是美國史丹佛大學微波電子學博士，其妻鄧大容亦為留美碩士。三子羅志杰為海軍，畢業於中華民國海軍軍官學校，官至副艦長，妻為聲樂家金慶雲。次女羅芬為美國聖荷西大學碩士，於美國從事學術研究，餘下均在臺就職。三女羅芳為畫家與教授。四女羅惠畢業於實踐家專。四子羅特畢業於文化學院法文系。